# Fuerte de Nakhal
El fuerte de Nakhal (en árabe: قَلْعَة نَخَل‎, romanizado: Qalʿat Nakhal) es una gran fortificación en la región de Batina en Omán. Lleva el nombre de la Wilayah de Nakhal. El fuerte alberga un museo, operado por el Ministerio de Turismo omaní, que tiene exhibiciones de armas históricas, y el fuerte también alberga un mercado semanal de cabras.

## Historia
El fuerte, también conocido como Husn Al Heem, recibió su nombre del estado de Nakhal que existe sobre el antiguo pueblo de Nakhl. Tiene una historia que se remonta al período preislámico, siendo construido originalmente por los sasánidas como baluarte contra las incursiones de las tribus árabes. Los imanes de Wadi Bani Kharous y la dinastía Ya'arubah residieron en el fuerte de Nakhal en el pasado. A lo largo de los siglos, sufrió muchas renovaciones y mejoras. Fue reconstruido por arquitectos omaníes en el siglo XVII. Construido inicialmente como una medida para proteger un oasis de la zona y las rutas comerciales cercanas, pasa por la capital regional de Nizwa. La puerta de entrada y las torres que se ven ahora fueron extensiones construidas en 1834 atribuidas al imán Said bin Sultan. En 1990, fue completamente renovado.
En noviembre de 2003, el príncipe Carlos visitó el fuerte restaurado durante una visita oficial a Omán.

## Descripción general

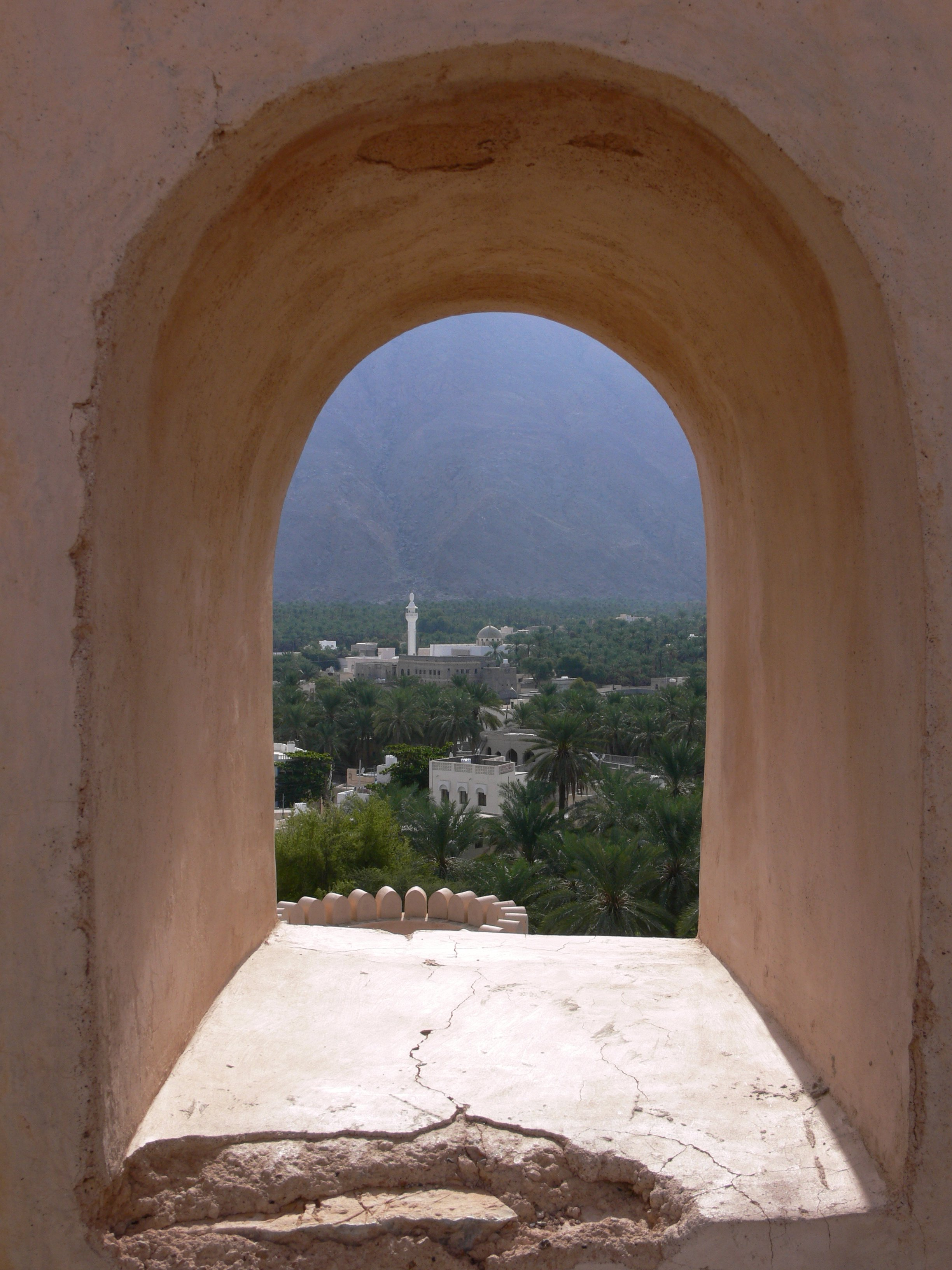
Arco

El fuerte se emplaza aproximadamente a 120 kilómetros (74,6 mi) al oeste de Mascate, la capital de Omán, a la entrada del poblado de Nakhal junto al uadi Ar Raqeem. Está situado en una prominencia rocosa al pie del Jebel Nakhal, un espolón de la principal cordillera occidental de Al Hayar y al noreste de Jabal Akhdar. El fuerte de Nakhal está rodeado de huertos de palmeras. Sus merlones ofrecen una vista de la región de Batina. El antiguo pueblo de Nakhal se encuentra debajo del fuerte y cerca se encuentran los manantiales termales de Ain A'Thawwarah. El fuerte de Nakhal es una de varias fortificaciones en la región de Batina, entre los cuales se incluyen los fuertes Al Hazim, Al-Sifalah, Rustaq y Shinas.
Construido en el estilo arquitectónico del Sultanato de Omán, se distingue porque fue construido para encajarse alrededor de una roca de forma irregular, con algunas exposiciones de rocas que sobresalen hacia los interiores. El fuerte alberga un museo, operado por el Ministerio de Turismo, con exhibiciones de armas históricas. Asimismo, se lleva a cabo un mercado semanal de subastas de cabras los viernes dentro del recinto del fuerte. Después de las últimas renovaciones, el fuerte ha sido equipado con muebles tradicionales, artesanías y artefactos históricos